# Saccopharyngidae
La famiglia dei Saccopharingydae comprende 11 specie di pesci abissali, dell'ordine dei Saccopharyngiformes.

## Specie
- Saccopharynx ampullaceus
- Saccopharynx berteli
- Saccopharynx flagellum
- Saccopharynx harrisoni
- Saccopharynx hjorti
- Saccopharynx lavenbergi
- Saccopharynx paucovertebratis
- Saccopharynx ramosus
- Saccopharynx schmidti
- Saccopharynx thalassa
- Saccopharynx trilobatus